# Erysimum arenicola
Erysimum arenicola är en korsblommig växtart som beskrevs av Sereno Watson. Erysimum arenicola ingår i släktet kårlar, och familjen korsblommiga växter. Inga underarter finns listade i Catalogue of Life.

## Bildgalleri

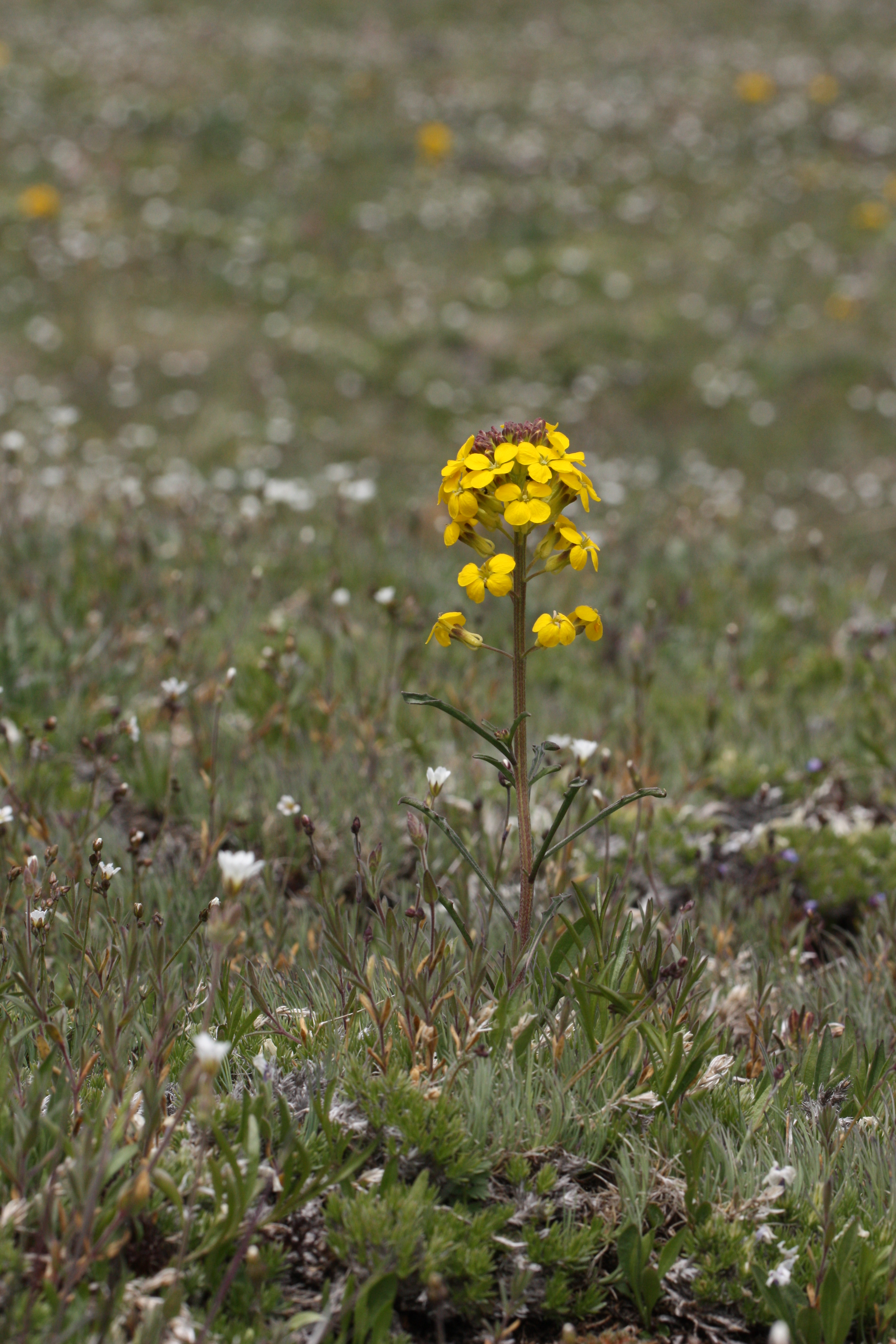
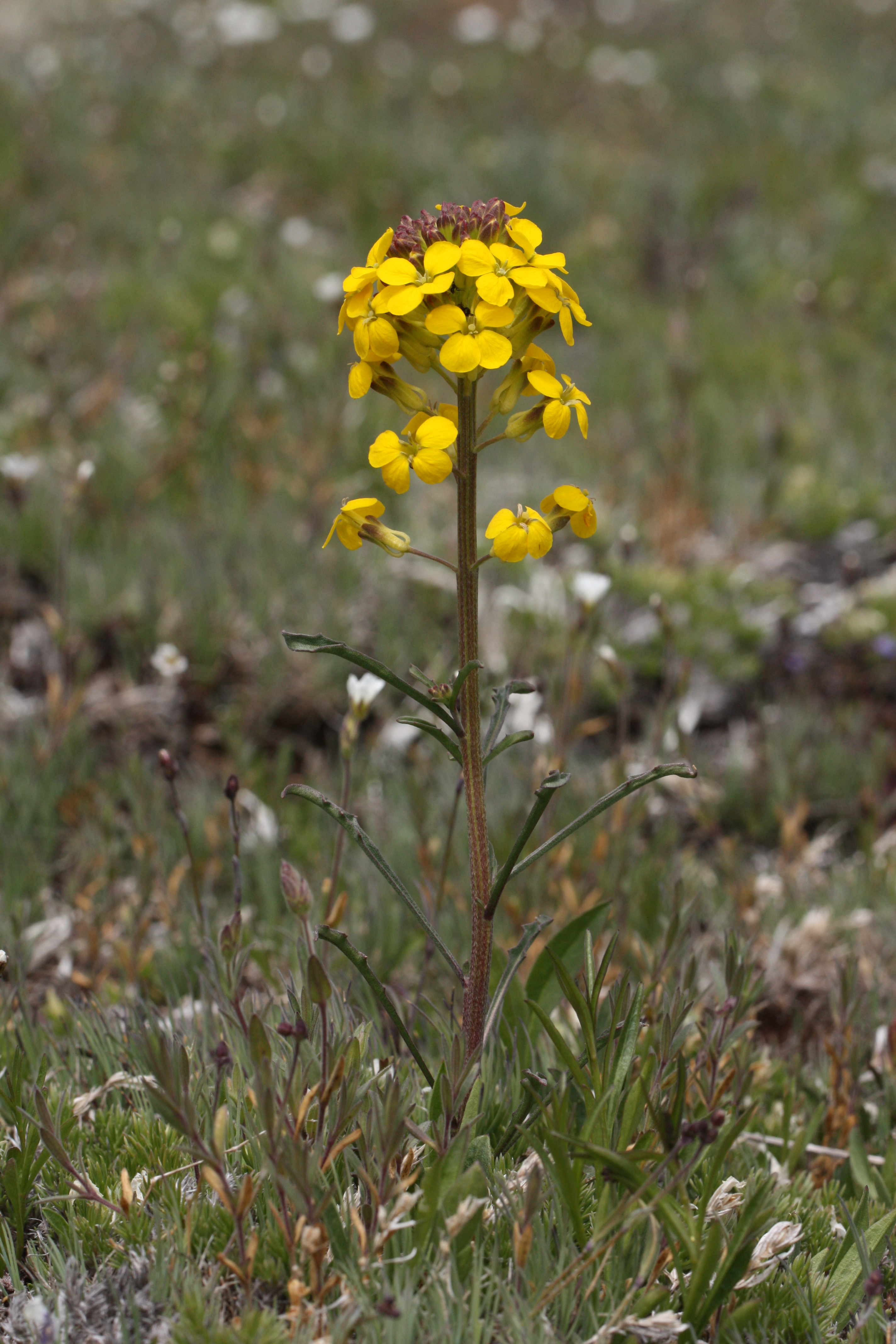
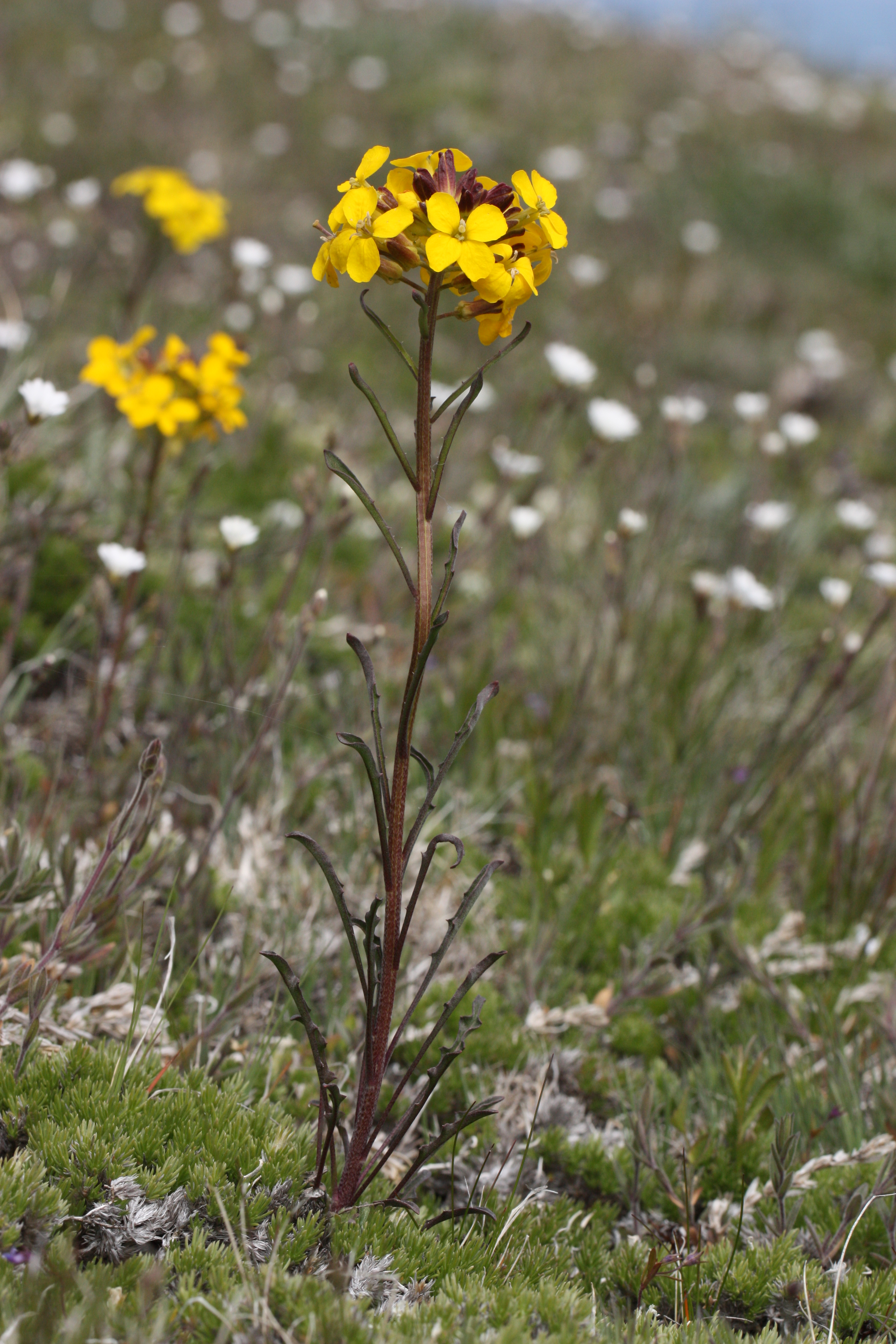
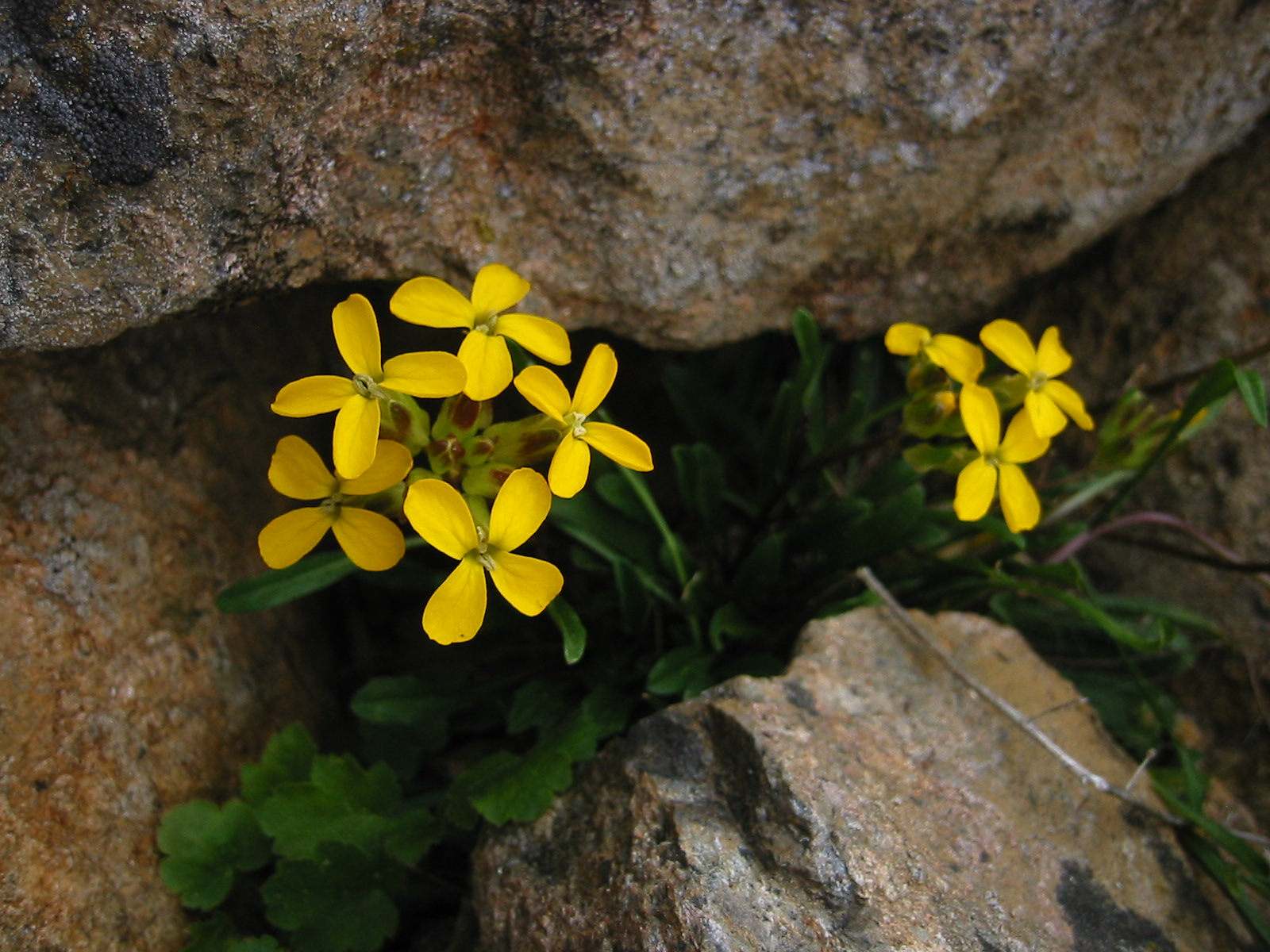
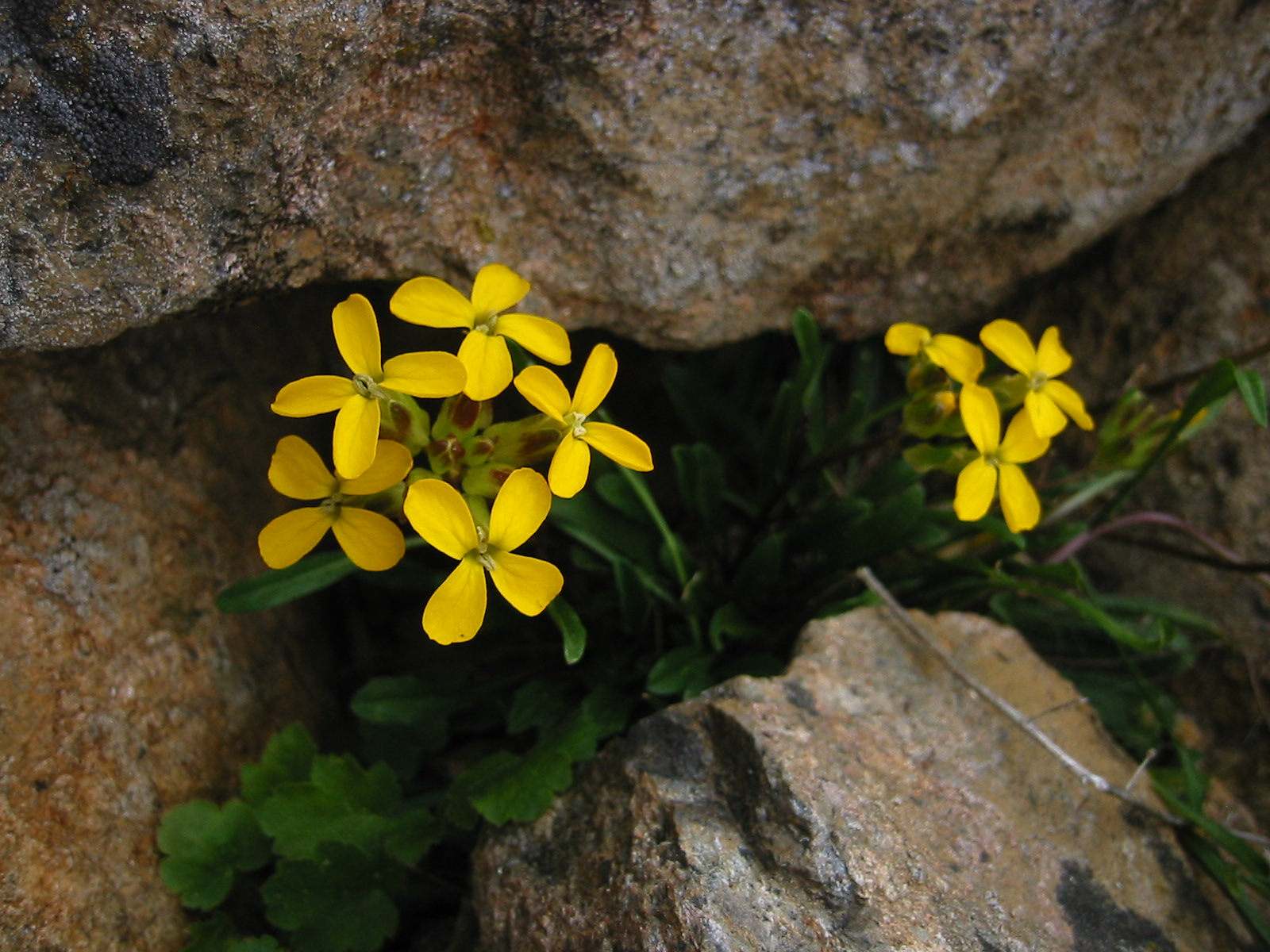